# Delírios de um Anormal
Delírios de um Anormal (1978) é um filme de terror brasileiro, dirigido por José Mojica Marins (mais conhecido como Zé do Caixão) que foi premiado Placa de Prata no XI Festival de Brasília no Cinema Nacional, em 1978..
O filme apresenta Zé do Caixão como o personagem central, mas não é parte da "trilogia de Zé do Caixão". A história é construída com cenas censuradas dos quatro filmes anteriores de José Mojica Marins: O Despertar da Besta (1969), Esta Noite Encarnarei no Teu Cadáver (1967), Exorcismo Negro (1974) e O Estranho Mundo de Zé do Caixão (1968). José Mojica Marins filmou cerca de 35 minutos de cenas novas, adicionando também os personagens da trama. José Mojica Marins aparece como ele mesmo, e também o personagem de Zé do Caixão no filme.

## Sinopse
Dr. Hamilton (Jorge Peres) é um psiquiatra aterrorizado por pesadelos nos quais Zé do Caixão tenta raptar a sua esposa Tânia (Magna Miller). Seus colegas decidem procurar ajuda com o cineasta José Mojica Marins (que aparece como ele mesmo), que tenta assegurar ao Dr. Hamilton que Zé do Caixão não passa de uma criação da sua mente.

## Elenco
- José Mojica Marins - Zé do Caixão / José Mojica Marins
- Jorge Peres - Dr. Hamilton
- Magna Miller - Tânia
- Jayme Cortez
- Lírio Bertelli
- Anadir Goi
- João da Cruz
- Alexa Brandwira
- Walter Setembro
- Natalina Barbosa